# Lo + Plus
Lo + Plus (léase Lo más plus) fue un talk show de televisión emitido en España por Canal+ entre 1995 y 2005. Se emitía de lunes a viernes y era de los pocos programas emitidos por Canal+ en abierto, sin codificar. Se estrenó el 4 de abril de 1995 y se mantuvo una década en antena, hasta que cesaron las emisiones analógicas de Canal+, que fue reemplazado por Cuatro.

## Historia

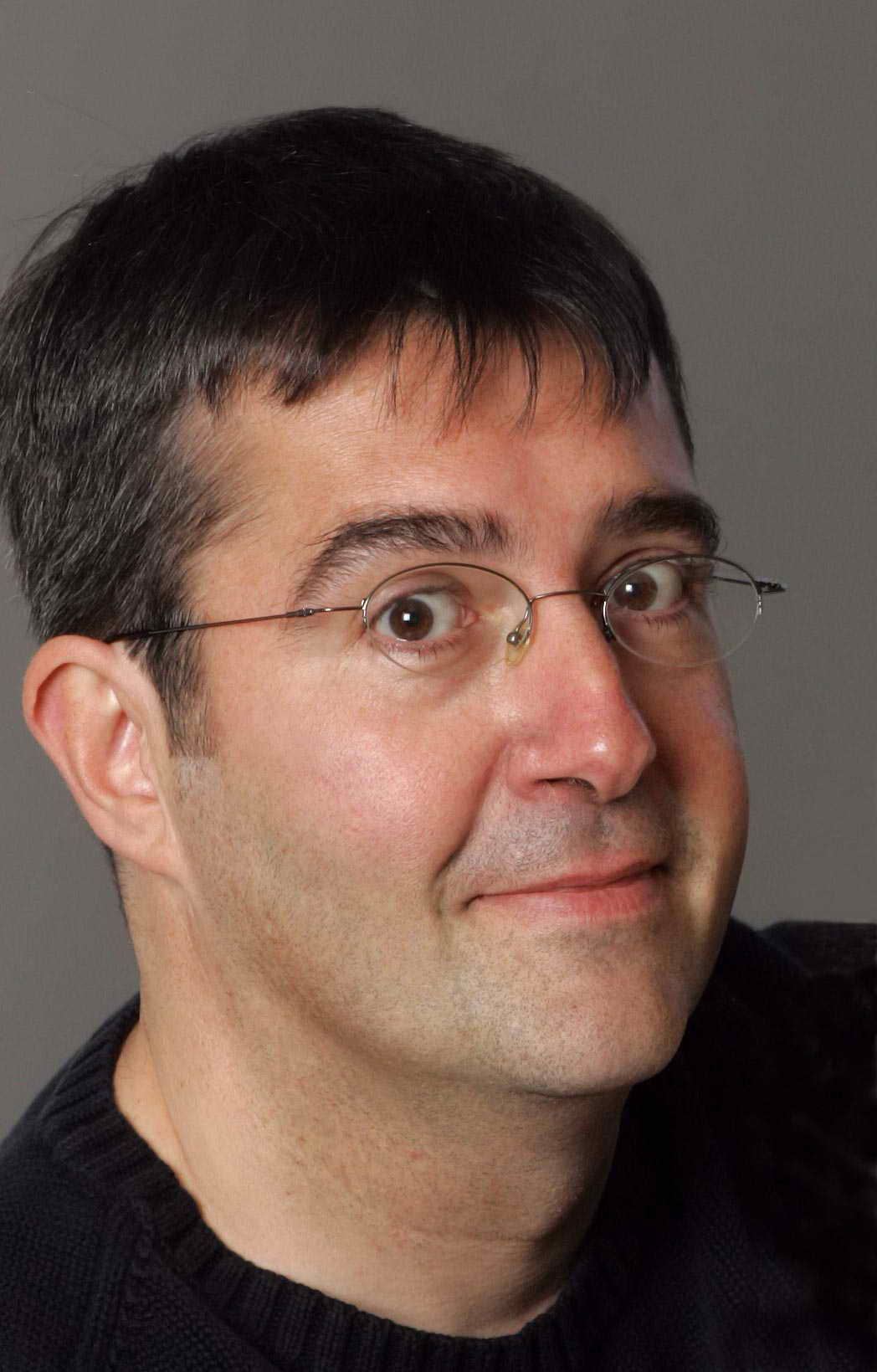
Máximo Pradera, presentador de Lo + Plus.

Lo + Plus es la adaptación española del programa Nulle Part Ailleurs de la cadena de pago francesa Canal+. Inicialmente el programa se emitía en abierto de martes a viernes en la franja del access prime-time (20:30 a 21:30) ya que los lunes se emitía El día después. Estaba presentado por el periodista Máximo Pradera y el escritor y exdiplomático Fernando Schwartz, con la colaboración de Ana García-Siñeriz, quien realizaba una sección de cine (más tarde ampliada a moda y tendencias).
En la temporada 1999-2000 el programa se adelantó media hora (de 20:00 a 21:00), y a partir de la temporada 2000-2001 se trasladó a la franja de sobremesa (15:30 a 16:30) manteniéndose finalmente en ese horario. Coincidiendo con el cambio, se incorporó Ramón Arangüena, quien ya realizaba tres años antes pequeñas intervenciones cómicas.
Tras marcharse Máximo Pradera a Antena 3, la temporada 2001-2002 Ana García-Siñeriz y Ramón Arangüena asumieron el papel de copresentadores junto con Fernando Schwartz. A ellos se unieron dos nuevos colaboradores: Javier Coronas y Nico Abad. Sin embargo, poco tiempo después Arangüena recuperó su papel colaborador, quedando Schwartz y García-Siñeriz como el dúo principal de presentadores. 
Finalmente, en la temporada 2004-2005, la última del programa, abandonan la cadena Fernando Schwartz y Ramón Arangüena, asumiendo Manu Carreño el papel de copresentador, junto con Ana García-Siñeriz. En esta última etapa se uniría como colaborador el cómico Joaquín Reyes dando vida al personaje Roberto Picazo, fan de varios artistas, que visita el programa cada semana. Lo + Plus dejaría de emitirse en julio de 2005, meses antes del cese de la emisión analógica de Canal+ vía terrestre por Cuatro, cadena en donde estos dos últimos presentadores desarrollarían otros proyectos.

## Formato
Lo + Plus era un magacín de tono informal, realizado en directo, donde se combinaban varias secciones con entrevistas a personajes relevantes de la cultura, la política, etc. 

### Invitados
El primer invitado fue Pedro Almodóvar y entre otros, también visitaron el programa Mario Vargas Llosa, Anthony Hopkins, Constantino Romero, Sigourney Weaver, Dan Aykroyd, Felipe González, Federico Trillo, Tim Burton, Jeff Goldblum, José Saramago, Iñaki Urdangarin, Pau Gasol, Antonio Banderas, Rowan Atkinson, Jodie Foster, Carla Bruni, Penélope Cruz, Enrique Bunbury, Inocencio Arias, Phil Collins, Cameron Diaz, Letizia Ortiz, Pierce Brosnan, Santiago Segura, Rosendo Mercado, Santiago Carrillo, Karlos Arguiñano, Guillermo Fesser, Juan Luis Cano, Stan Lee, John Lasseter, Joaquín Sabina, Wim Wenders, Marta Sánchez, Ana Torroja, Miguel Bosé, Mira Sorvino, Pedro Duque,Thalia, el grupo de rock Bon Jovi y Antonio Escohotado.

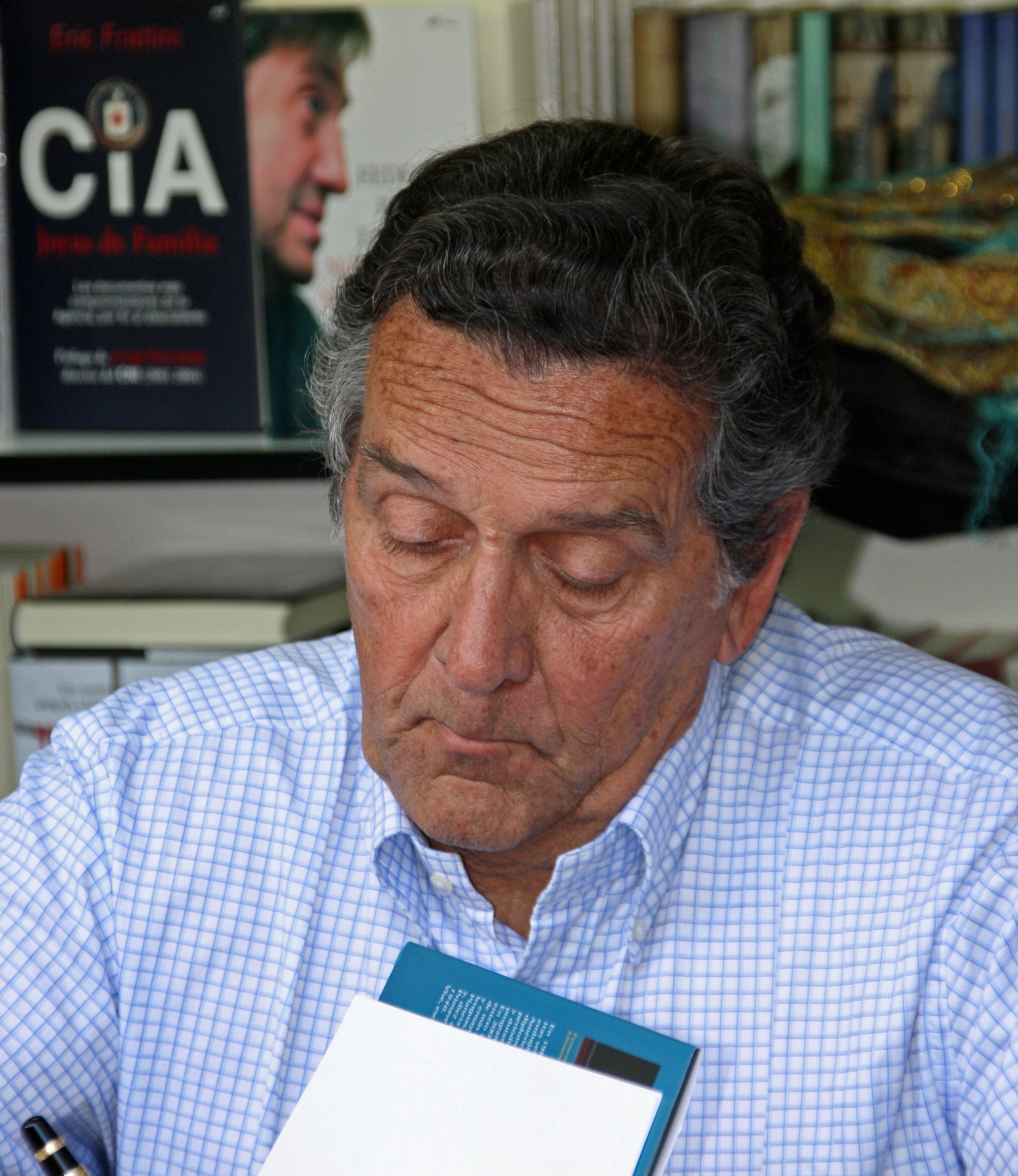
Fernando Schwartz, presentador de Lo + Plus.

### Secciones
Durante sus cuatro primeras temporadas (hasta 1998) el programa también incluía el espacio Las noticias del guiñol; posteriormente, la sección se segregó como un programa independiente. 
También contaba con la sección Zapping donde se mostraban trozos con lo más destacado del día anterior en las cadenas de televisión españolas. Al igual que Las noticias del guiñol, este espacio tuvo su propio programa diario y semanal en la misma cadena (Zap Zap Zapping) aunque la sección se mantuvo dentro del programa hasta la temporada 2003-2004. 
Otras secciones y espacios de humor fueron La Saga de los Clark, El Crack, Los consejos de Yoshio o Canalone.

### Banda deLo + Plus
El espacio contaba con una banda de música en directo que se mantuvo entre junio de 1997 y junio de 2004. La banda Lo + Plus band o Groove Company se encargaba de interpretar la sintonía del programa además de pequeñas piezas musicales cuando daban paso a la publicidad, a menudo versionando temas de los invitados, como en el homenaje a Rocío Jurado con el clásico Como una ola llevado a Swing. Estaba compuesta por cinco españoles, un inglés y un sueco: William Gibbs (saxo y jefe de la banda), Ove Larsson (trombón), Francisco 'Paco' Ibáñez (trompeta), Marcos Miranda (bajo), Javier Cabañas (guitarra eléctrica), Isaac González (teclados), y David Fernández (batería). William Gibbs fue además el encargado de componer la segunda sintonía original del programa en 1997. La primera sintonía fue compuesta por Jordi Nicolau Archivado el 10 de octubre de 2019 en Wayback Machine. y Luis Sánchez.

## Lista de colaboradores
- Javier Coronas (2001-2005).
- Nico Abad (2002-2005).
- Joaquín Reyes (Como el personaje de "Roberto Picazo") (2004-2005).
- Albert Boadella (Sección Vaya día) (1995).
- Chus Lampreave (Como personaje del "centro de atención telefónica del programa") (1995-1997).
- Yoshio Murakami (Consejos de vida sana) (1995-1997).
- Fernando González (Intérprete simultáneo de invitados extranjeros) (1995-2005).

## Premios y nominaciones

### TP de Oro
| Año  | Categoría                     | Resultado |
| ---- | ----------------------------- | --------- |
| 1995 | Mejor programa de entrevistas | Candidato |
| 2000 | Mejor magazine                | Candidato |
| 2002 | Mejor magazine                | Candidato |
| 2003 | Mejor magazine                | Candidato |

### Premio Ondas
| Año  | Categoría                            | Resultado |
| ---- | ------------------------------------ | --------- |
| 1996 | Programa más innovador de televisión | Ganador   |

### Antena de Oro
| Año  | Categoría                                       | Resultado |
| ---- | ----------------------------------------------- | --------- |
| 1998 | Televisión (Fernando Schwartz y Máximo Pradera) | Ganador   |

### Premios Zapping
| Año  | Categoría                         | Resultado |
| ---- | --------------------------------- | --------- |
| 2004 | Mejor programa de entretenimiento | Candidato |